# Paruline d'Angela
Setophaga angelae
Espèce
Statut de conservation UICN

 EN  : En danger
La Paruline d'Angela (Setophaga angelae) est une espèce peu commune de passereaux, endémique de Porto Rico.
Découverte en 1968 et décrite la première fois en 1972, c'est l'espèce de parulines la plus récemment décrite. C'est un oiseau insectivore qui se nourrit en glanant de petits insectes sur les feuilles.
À cause de sa faible population et de son habitat restreint, des efforts de conservation ont commencé en 1982 pour protéger cette espèce, mais en 2005, cette protection était encore nécessaire. L'espèce n'est pas en danger immédiat puisque la majorité de son habitat est essentiellement une forêt protégée, mais les espèces invasives, telles que les rats et les mangoustes, la perte d'habitat et les catastrophes naturelles représentent des menaces pour cette espèce.

## Morphologie
Le plumage du dos de la Paruline d'Angela est dominée par le noir, avec des zones blanches, tandis que les parties inférieures sont blanches avec des rayures noires. Ses autres critères d'identification sont ses yeux bruns, ses taches blanches sur la couverture auriculaire et le cou, un anneau oculaire blanc incomplet, un sourcil blanc et deux taches blanches sur les rectrices externes. Tout comme plusieurs parulines des Caraïbes (Setophaga adelaidae, S. delicata, S. plumbea et S. pharetra), la Paruline d'Angela possède un long bec et de courtes ailes arrondies (53,8 millimètres en moyenne).

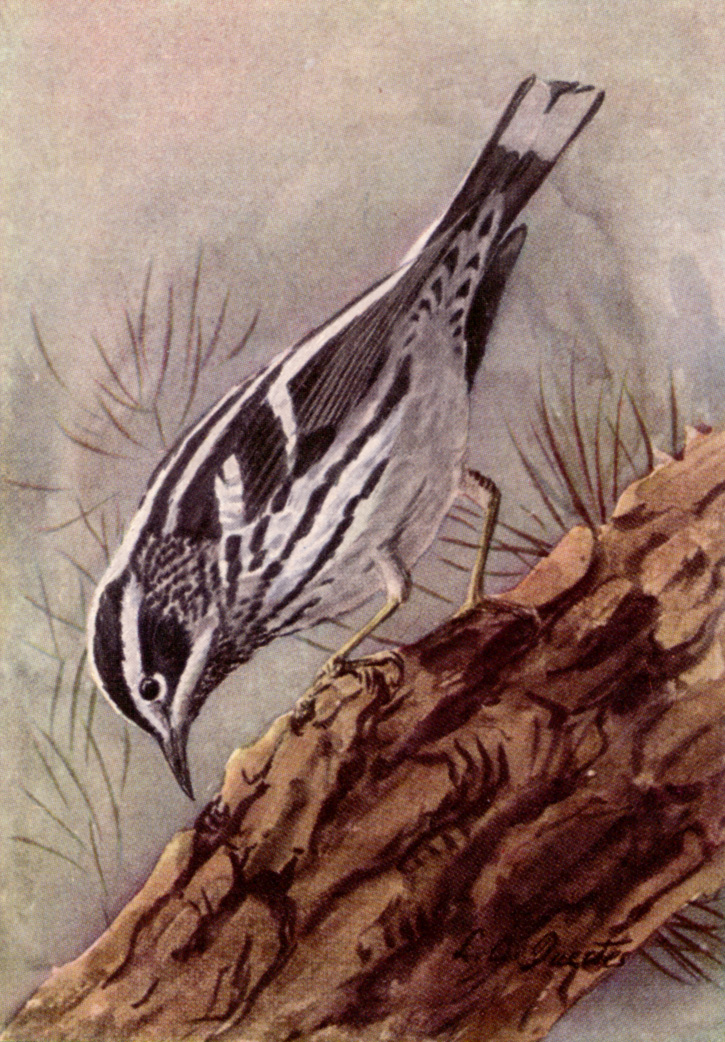
Paruline noir et blanc, une espèce souvent confondue avec la Paruline d'Angela.

 Le plumage des jeunes diffèrent de celui des adultes, conservant un plumage gris verdâtre sur le dos pendant environ un an et muant partiellement de juillet à octobre. La Paruline d'Angela mesure environ 12,5 centimètres et pèse en moyenne 8,4 grammes à l'âge adulte. Cette espèce ne présente pas de dimorphisme sexuel.
La Paruline d'Angela est souvent confondue avec la Paruline noir et blanc (Mniotilta varia), une espèce ne nichant pas dans les Caraïbes mais présente à Porto Rico de la mi-septembre jusqu'au début de mai. La différence principale observée entre ces deux espèces est l'anneau oculaire incomplet de la Paruline d'Angela tandis que la Paruline noir et blanc montre une bande blanche qui semble barrer l'œil. De plus, la calotte de la Paruline d'Angela est complètement noire mais celle de la Paruline noir et blanc est traversée d'une bande blanche.

## Comportement

### Alimentation
La Paruline d'Angela est souvent observée chassant les insectes dans la sous-canopée. Pendant sa recherche de nourriture, elle se retrouve souvent en groupe avec d'autres espèces telles la Paruline noir et blanc, le Tangara de Porto Rico et le Moucherolle gobemouche. Trois manœuvres sont principalement utilisées par la Paruline d'Angela pour capturer ses proies. Le glanage est décrit comme une manœuvre de chasse effectuée par un individu à l'arrêt ou en mouvement. Une autre technique (sally-hover en anglais) est utilisée par les oiseaux en vol stationnaire. Les individus peuvent également sonder un substrat avec leur bec, un peu à la façon des poules. Le glanage, surtout au niveau des feuillages, est la méthode la plus fréquemment utilisée par la Paruline d'Angela tandis que la moins utilisée est le sondage.

### Vocalisations
Le chant et les cris de la Paruline d'Angela sont difficiles à entendre. Ils ressemblent à ceux du Sucrier à ventre jaune, l'espèce la plus abondante à Porto Rico. Le chant est une série de notes courtes, fréquentes, peu mélodieuses, toutes sur le même ton, qui augmentent de volume et se terminent par une courte série de sons à deux syllabes distinctes sur un ton légèrement inférieur. Le cri d'appel a été décrit comme un "chirp" unique, court et métallique.

### Reproduction
La Paruline d'Angela niche de mars à juin. Les deux parents construisent le nid et nourrissent les oisillons. Le nid est construit près du tronc d'un Bulbophyllum wadsworthii dans une litière de feuilles sèches accumulées en hauteur, souvent des feuilles de Cecropia (un matériel qui n'est pas utilisé par les autres Parulinae). Les nids sont bien camouflés et placés de 1,3 à 7,6 mètres du sol. Les nids sont en forme de coupe et fabriqués avec de petites racines et brindilles, des feuilles sèches de Chusquea abietifolia, de B. wadsworthii et de Panicum maximum. L'intérieur est recouvert de fibres de C. abietifolia, de feuilles sèches et d'autres matières végétales. Les femelles pondent 2 ou 3 œufs blancs tachés de brun-rouge. Le régime des oisillons consiste en insectes, comme des papillons, des Orthoptera ou des chenilles.

## Répartition et habitat
Lors de sa découverte, la Paruline d'Angela semblait être présente exclusivement en haute altitude (de 640 à 1 030 mètres d'altitude) dans une des zones de la forêt nationale d'El Yunque, à l'est de Porto Rico. Dans cette zone, appelée "elfin ou dwarf forest", les arbres, soumis à de forts vents, excèdent rarement 5 m de hauteur et sont caractérisés par de larges branches rigides, des feuilles ressemblant à du cuir, et une strate arbustive dense idéale pour se cacher des prédateurs. Trois autres populations ont été découvertes par la suite dans la Maricao State Forest (1972, population la plus importante connue), la Carite State Forest (1977) et la Toro Negro State Forest (fin des années 1970). De plus, des études montrent que cette espèce, lors de migration altitudinales, peuvent se trouver à une altitude plus faible, de 370 à 600 mètres, dans des forêts de gommiers blancs et de Cyrilla racemiflora.

Abondance de la Paruline d'Angela (2001)

En septembre 1989, l'ouragan Hugo frappait les régions centrale et orientale de Porto Rico, affectant trois (celles de El Yunque, de Carite State Forest et de Toro Negro State Forest) des quatre populations connues de la Paruline d'Angela. Un inventaire effectué deux ans plus tard à Toro Negro State Forest, dans la cordillère centrale, ne localisa aucun individu. De récents inventaires suggèrent que, pour des raisons encore inconnues, les populations a Carite et à Toro Negro ont probablement été extirpées. Le suivi des populations de la Paruline d'Angela est effectué tous les 3 ou 4 ans par le Breeding Bird Survey de Porto Rico. Le dernier suivi a été effectué en 2001 et trois individus ont été localisés à Maricao. Le dernier statut de conservation de l'UICN sur la Paruline d'Angela, préparé en 2000, estimait la population stable écologiquement, avec 600 adultes.
Actuellement, l'espèce est présente à seulement deux endroits : la forêt nationale d'El Yunque et Maricao State Forest. La "dwarf forest" (forêt naine) d'El Yunque est soumise à de fortes pluies et beaucoup d'humidité, une faible insolation et des températures relativement basses, et à des vents constants. Elle se trouve au sommet des montagnes et est principalement composée d'arbustes denses et de petits arbres avec des mousses et des épiphytes recouvrant le sol et les arbres. La richesse en espèces est faible comparativement à d'autres types de forêts présentes dans les montagnes Luquillo. À l'ouest de Porto Rico, la forêt naine de Maricao reçoit 2 250 centimètres de précipitations moyennes annuelles. Ceci est considérable étant donné qu'une forêt tropicale humide reçoit par définition un minimum de 1 700 millimètres annuellement. Cependant, étant donné que le sol a une faible capacité de rétention de l'eau, la végétation à Maricao est plus xérique qu'on pourrait s'y attendre. La densité la plus élevée de Paruline d'Angela se trouve, à Marocao, dans les forêts de Podocarpus. Il existe peu d'information sur les forêts naines de Toro Negro et de Carite.

## La Paruline d'Angela et l'homme

### Découverte
Cette espèce a été observée pour la première fois en 1968 par Cameron et Angela Kepler pendant qu'ils étudiaient deux espèces d'oiseaux endémiques à Porto Rico, l'Amazone de Porto Rico et le Todier de Porto Rico. Le 18 mai 1971, un spécimen a été capturé dans la forêt nationale d'El Yunque, qui était considérée à l'époque comme étant son unique habitat. Un an plus tard, Kepler et Parkes ont décrit et nommé l'espèce, ce qui en fit ainsi la paruline du genre Dendroica la plus récemment découverte dans le Nouveau Monde. C'est également la première espèce décrite dans l'espace Caraïbe depuis 1927 et la première espèce de Porto Rico décrite au XXe siècle.

### Menaces et efforts de conservation

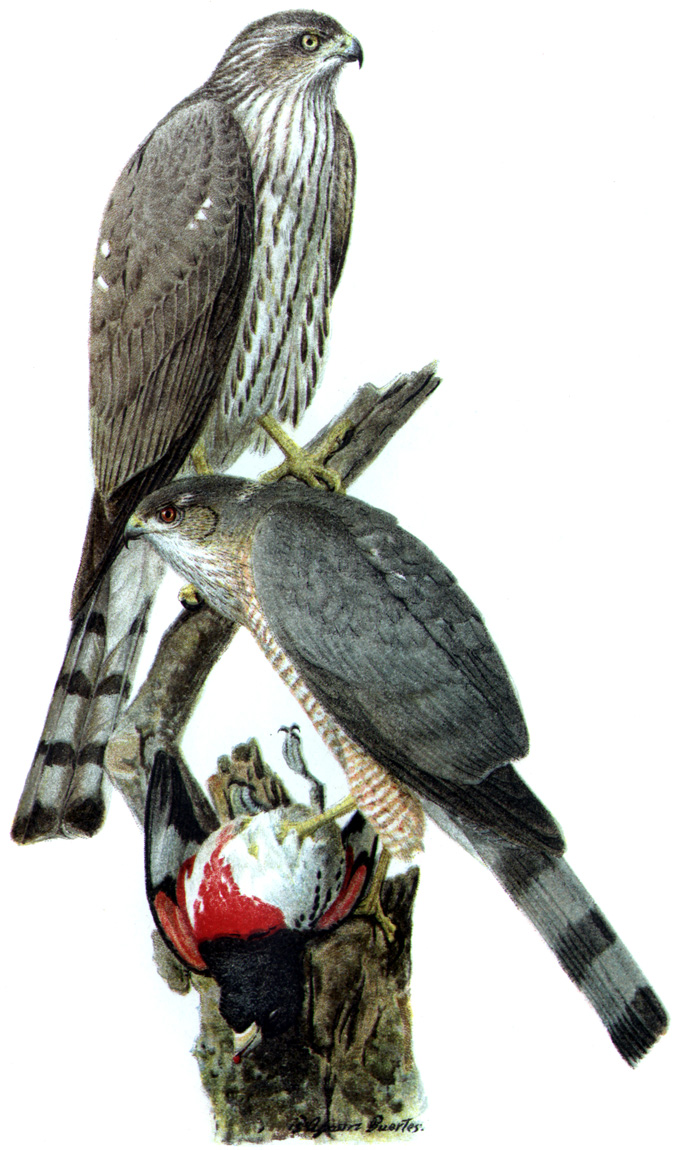
Épervier brun, un prédateur naturel de la Paruline d'Angela.

La Paruline d'Angela est confrontée à deux menaces principales, la prédation et la destruction ou la modification de son habitat. Deux types de facteurs, humains et naturels, ont contribué à la destruction de l'habitat de la Paruline d'Angela. Les prédateurs invasifs ont proliféré à cause de la présence de structures humaines, ayant généralement pour but la communication, dans la Maricao State Forest et à El Yunque. C'est la construction de tours de communication, la récolte du bois et l'expansion des réseaux de routes et de sentiers qui entretiennent la présences des espèces invasives. Les facteurs naturels sont les catastrophes naturelles tels que les feux de forêt et les ouragans.
Les prédateurs indigènes confirmés sont le Moqueur corossol (Margarops fuscatus), l'Épervier brun (Accipiter striatus) et la Corneille d'Hispaniola (Corvus leucognaphalus) aujourd'hui extirpée. Les prédateurs indigènes potentiels mais non confirmés incluent deux serpents endémiques et plusieurs espèces de carnivores découvert sous forme de fossiles. Les espèces introduites sont le chat domestique, le chien, le rat noir et la petite mangouste indienne.
En 1982, la Paruline d'Angela a été placée sur la liste concernée par le Endangered Species Act des États-Unis. En 2005, un groupe de scientifiques, de chercheurs, d'artistes et d'environnementalistes ont envoyé une pétition à l'administration Bush lui demandant d'admettre en sus 225 espèces, y compris la Paruline d'Angela sur cette liste. Sur ces 225 espèces, plus du tiers avaient déjà été candidat pour être placées sur la liste depuis au moins 20 ans et la moitié depuis au moins 10 ans. Des études récentes ont également montré que depuis la création de l'Endangered Species Act, 114 espèces des États-Unis se sont éteintes. Dans plusieurs cas, le manque de protection de l'habitat par le gouvernement fédéral était cause de l'extinction.
L'UICN a évalué le statut de la Paruline d'Angela pour la première fois en 1988. La Paruline d'Angela avait alors été inscrite sur la liste des espèces de préoccupation mineure. En 1994, son statut a été changé en espèce quasi menacée, puis de nouveau en 2000 en espèce vulnérable. Le statut vulnérable se justifie par son habitat fragmenté combiné à de faibles effectifs.

## Dénominations
Ce taxon porte en français le nom vernaculaire ou normalisé suivant : Paruline d'Angela.
Le nom espagnol de l'espèce est Reinita de Bosque Enano.

## Systématique
Le nom valide complet (avec auteur) de ce taxon est Setophaga angelae (Kepler & Parkes, 1972).
L'espèce a été initialement classée dans le genre Dendroica sous le protonyme Dendroica angelae Kepler & Parkes, 1972.
Setophaga angelae a pour synonyme :
- Dendroica angelae Kepler & Parkes, 1972

### Étymologie
Son épithète spécifique, angelae, lui a été donnée en honneur d'Angela Kepler, l'une des personnes qui ont découvert l'espèce. 